# Precarious Life: The Powers of Mourning and Violence
Publicat al 2004 per la filòsofa Judith Butler, aquest llibre s'emmarca en l'anomenat gir ètic que travessa bona part de la filosofia occidental contemporània. Si bé és cert que la producció del subjecte per mitjà de processos discursius no s'abandona, ara es tracta de posar en relleu els punts cecs del discurs així com els seus límits. Aleshores, mentre la primera referència a la despossessió és indici d'una experiència restringida en la constitució de la identitat («la conciencia surge con la prohibición internalitzada»); la segona, la mort de l'altre, evidencia els lligams que ens uneixen i alhora manifesta la vulnerabilitat inherent de la condició humana. Així les coses, el text s'inicia amb una situació de partida que presenta, per a la teòrica del feminisme, una disjuntiva. La situació de partida és el context posterior als atemptats de l'11 de setembre.
Aquesta situació, aleshores, presenta un enforcall. Per un costat, la primera contestació es fonamenta en una superació ràpida d'aquest atemptat. L'establiment d'un fort binarisme on tota crítica als Estats Units és interpretada com una traïció; l'augment de les mesures de seguretat; la reducció dels drets civils i polítics o la reactivació de la dinàmica de la violència per amagar el dolor provocat pels atacs formen part d'aquesta. Per l'altre, Judith Butler oposa una resposta ètica que no tracte de superar aquest sentit de la vulnerabilitat ans el mantinga com un element important en el procés de formació de la comunitat. Amb aquest eix de discussió, la filòsofa desenvolupa una crítica a la primera opció per tal d'aprofundir amb la segona. Per tal de realitzar tal tasca, el llibre es troba distribuït en cinc assajos.

## Estructura

### Explanation and exoneration, or what we can hear
Davant els atemptats de les torres bessones, la retòrica de la seguretat nacional i la defensa a ultrança dels Estats Units impedien tota crítica al curs d'accions realitzat per part del gabinet nord-americà després dels atemptats. En aquesta situació, sols dos posicions eren possibles: «O estàs amb nosaltres, o estàs amb els terroristes». Ara bé, una cosa és sofrir violència, i una de ben diferent, segons Butler, és fer servir aquesta com un argument per definir objectius polítics. Si aquesta darrera opció és possible, per Butler, és perquè hi ha una situació d'imperialisme vigent que permet la resposta violenta i la invasió. Al mateix temps, caldria sumar una cobertura mediàtica que dibuixa unes línies de solidaritat i en prescriu d'altres. Per contra, sense rebutjar i tot condemnant els atacs terroristes, Butler planteja començar la seua argumentació amb la violència que hom rep. En aquesta, la responsabilitat individual se situa a la llum de la col·lectivitat, i posa el subjecte en crisi.

### Violence, mourning and politics
Recuperant la qüestió del subjecte descentrat, Judith Butler reflexiona sobre la dimensió política que es pot deduir a partir de l'exposició a la violència. Davant d'aquesta, la proposta del dol com a resposta pretén eixamplar l'imaginari polític per produir una identificació en el sofriment. Malgrat les diferències culturals, de gènere, sexe o edat, ella considera possible formar un ‘nosaltres' a partir d'aquesta experiència compartida antropològicament: la pèrdua i el dol. Aquesta, com la vulnerabilitat, semblen resseguir-se de la nostra constitució social, relligada als altres. Quan hom perd a una persona estimada, el lloc on vivia és devastat o la seua comunitat és atacada, hom perd alguna cosa constitutiva de si. És per aquests motius, que el dol manifesta que l'alteritat habita en el nostre interior. Aquesta vulnerabilitat primària no pot ser entesa ni com a posterior a la formació del jo ni com una privació. Més aviat, es tracta de quelcom que precedeix al subjecte i el constitueix. És precisament aquesta vulnerabilitat sentida, i el dol presentat amb la pèrdua, allò que es converteix, per Butler, en clau de volta per la humanització de l'altre: plorar una vida, és atorgar-li valor i reconeixement. Aleshores, el subjecte de reconeixement no és individual, sinó que es tracta d'un model d'intel·ligibilitat i agència que ha de formar part d'un camp on siga possible admetre la seua vulnerabilitat. A la qüestió de la interdependència i del reconeixement, en conseqüència, cal afegir una teoria del poder que posa en joc quines vides mereixen el dol, i quines queden fora d'aquest marc. Per això, en aquest capítol, convé subratllar la ‘desrealització de l'Altre’. Aquesta és una temàtica que recupera a l'últim capítol (Precarious Life) i desenvolupa a l'obra The Frames of War.

### Indefinite Detention
Recuperant el concepte de governamentalitat i sobirania desenvolupat per Michel Foucault, Butler tracta de reflexionar al voltant de la reconfiguració del poder de l'Estat a partir dels presoners de guerra. Igualment, per tal de parlar de la situació d'aquests presoners de guerra, Judith Butler invoca la figura de Giorgio Agamben. Aquest, seguint a Schmitt, considera la capacitat extra-legal de l'Estat per suspendre la legalitat i actuar en aquesta. En aquest context de suspensió de drets, Butler aprofundeix amb el concepte de detenció indefinida que sofreixen alguns presoners a Guantanamo. La detenció indefinida pressuposa tant l'extensió indefinida del poder sobre l'altre com la reactivació de la dinàmica bèl·lica. El reingut, per la suspensió dels seus drets mercès la detenció indefinida, no sols és privat de llibertat sinó que també és deshumanitzat

### The Charge of Anti-semitism: Jews, Israel, and the Risks of Public Critique
Aquest capítol, tracta de fer una revisió del monopoli de la figura de la víctima per part de l'Estat d'Israel. Sense deixar de condemnar els atacs antisemites, Butler realitza crítiques a les polítiques d'ocupació militar de l'Estat d'Israel als territoris ocupats de Gaza i Cisjordània.

### Precarious Life
Amb la preocupació per saber quin és el paper de les humanitats en l'actualitat, Judith Butler tracta de posar en relleu allò que manca en el seu discurs. Al voltant d'aquesta qüestió, treballa el concepte de 'estructura de la demanda'. Dins d'aquestes variables, Butler assaja una ètica jueva de la no-violència que revele la precarietat constitutiva de l'ésser humà. Per tal finalitat, pren com a punt de partida el concepte de rostre desenvolupat pel pensador Emmanuel Levinas. Aquest no es redueix a l'expressió facial d'una persona. Més bé, es tracta de l'expressió fenomenològica d'una corporalitat viva que revela la seua precarietat. Tanmateix, Butler no fa mimesi amb el pensament del filòsof francès i realitza un seguit de crítiques a la seva filosofia. Finalment, realitzant un desplaçament conceptual amb el terme rostre, Butler afirma que hi ha determinades representacions que no humanitzen. Per una banda, de vegades la personificació pot resultar deshumanitzant. D'altres, pot amagar la condició precària dels éssers humans com és el cas de la cooptació del discurs feminista per part dels Estats Units en el suposat i tergiversat alliberament de les dones afganes. Per l'altra, hi ha una deshumanització que no rau en la representació esbiaixada de la diferència, ans en la determinació d'allò que resulta visible o invisible i, per tant, existent o inexistent. La desrealització de la pèrdua, però, es dona en totes dues: mentre en una demonitza l'enemic, en l'altra, simplement el deixa de representar. No podria ser mai una vida plorada perquè ni tan sols, per l'acte de la des-representació, ha arribat mai a viure.